# یولی باشتی
یولی باشتی (مجاری: Juli Básti؛ زادهٔ ۱۰ اوت ۱۹۵۷) بازیگر اهل مجارستان است.
از فیلم‌هایی که وی در آن‌ها مشارکت داشته‌است می‌توان به «کنتس سرخ» (۱۹۸۵) اشاره کرد.